# Philippe Croizon
Philippe Croizon (Châtellerault, 20 marzo 1968) è un nuotatore e pilota di rally francese, primo uomo amputato a tutti gli arti ad attraversare a nuoto il canale della Manica.

## Biografia
Figlio di un rigattiere e di un'operaia impiegata presso l’azienda di scarpe Aigle, Philippe Croizon ha lavorato come operaio metallurgico presso le fonderie Teksid. 

### Incidente
Il 5 marzo 1994, a 26 anni, viene colpito da un cavo elettrico con una tensione di 20000 Volt mentre smontava l’antenna della televisione sul tetto di casa sua. La prima scarica gli provoca un arresto cardiaco mentre la seconda lo rianima. Sua moglie, allora incinta del suo secondo figlio, e il primogenito Jérémy Croizon assistono impotenti alla scena fino all’arrivo dei pompieri. Viene ricoverato nel centro per grandi ustionati CHU di Tours e subisce l’amputazione di entrambe le braccia, della coscia destra e della porzione inferiore della gamba sinistra. Philippe Croizon sopravvive nonostante cento ore di anestesie ed operazioni. 
In seguito a due anni di riabilitazione presso l’istituto Robert Merle d’Aubignè a Valenton, ritorna a camminare, a guidare, e persino a riprendere le immersioni subacquee, suo sport preferito.
Nel 2001 sua moglie Muriel, madre dei suoi due figli, lo lascia, evento che lo porta a tentare più volte il suicidio. Nel 2004 comincia ad utilizzare Meetic, applicazione grazie alla quale incontra diverse donne, finché nel 2006 conosce Suzana Sabino, sua attuale compagna, la quale gli restituisce nuova vita. 
Nel 2006, pubblica, J’ai décidé de vivre libro scritto grazie all’aiuto di un software di riconoscimento vocale.

### Traversata del Canale della Manica
L’idea di attraversare a nuoto la Manica gli viene in mente per la prima volta nel 1994 quando, bloccato nel suo letto d’ospedale, vede alla televisione una nuotatrice francese di diciassette anni compiere quell’impresa. Attende ben quattordici anni, nel 2008, prima di iniziare a dedicarcisi a tempo pieno all'impresa. Si allena per due anni con la compagna Suzana Sabino al ritmo di 35 ore di nuoto settimanali e 280 km mensili. Nuota presso la piscina sportiva di Châtellerault, in laghi e in mare a La Rochelle, accompagnato dalla gendarmeria marittima. Philippe è attrezzato con protesi create specificatamente per lui, pinne in carbonio e titanio e una muta da triathlon. 
Il 19 agosto 2010, nuota da Noirmoutier a Pornic e ritorno in 10 ore, alle quali aggiunge altre 2 ore di nuoto nel porto di Pornic per soddisfare le richieste della sua allenatrice. Un mese dopo, il 18 settembre 2010, all’età di 42 anni, nuota da Folkestone a Cap Gris-Nez in 13 ore e 26 minuti, talvolta persino accompagnato da tre delfini. Ha dichiarato: “Lo faccio soprattutto per me, ma anche per dare l’esempio. Voglio mostrare alle persone che soffrono che si può fare, che bisogna battersi ogni giorno”, “Spero di diventare un simbolo del superamento di sé.” («Je fais ça surtout pour moi, mais aussi pour établir un exemple. Je veux montrer aux gens qui souffrent que c'est faisable, que tu dois toujours te battre»,«J’espère être un symbole du dépassement de soi.»). 

### Nuotare senza frontiere
Pochi mesi dopo la traversata della Manica, Philippe si impegna con il suo amico Arnaud Chassery a compiere a nuoto quattro traversate tra maggio e agosto 2012, al fine di “collegare a nuoto i cinque continenti”. La spedizione viene chiamata Nager au-delà des frontières, in italiano, nuotare senza frontiere : 
- “Oceania-Asia”, tra Wutung[12] e Skow Mambo, da una parte all’altra della frontiera tra le coste papuana e indonesiana della Nuova Guinea, attraverso l’Oceano Pacifico. Distanza percorsa a nuoto: 17,20 km in 7h 35m.

- “Africa-Asia”, tra Taba in Egitto e Aqaba in Giordania attraverso il Mar Rosso[13]. Distanza percorsa a nuoto: 17 km in 5h 25m.

- “Europa-Africa”, tra Tarifa in Spagna e Punta Cires[14] in Marocco attraverso lo Stretto di Gibilterra. 16 km percorsi in 5h 19m[15].

- “America-Asia”, tra la Piccola Diomede in Alaska e la Grande Diomede in Siberia attraversando lo Stretto di Bering per una distanza di 4 km percorsi in 1h15. Dal lato siberiano, le autorità non hanno permesso l’ingresso nel loro territorio, ciononostante i due nuotatori sono entrati di qualche centinaio di metri in acque russe, superando ugualmente la linea di cambio data.

Croizon ha così completato la sua sfida il 18 agosto 2012.
Ne è stato tratto un documentario della durata di 110 minuti, Nager au-delà des frontières. È stato trasmesso il 30 novembre 2012 su France 3, durante un’edizione dell’emissione televisiva Thalassa, visto da circa 3 milioni di spettatori. 

### Record di immersione
Il 10 gennaio 2013, Philippe batte il record di immersione per un quadriamputato toccando la profondità di 33 m della Nemo 33, centro di immersione vicino a Bruxelles, Belgio, al tempo la piscina più profonda del mondo.

### Partecipazione al Rally Dakar 2017
Il 13 novembre 2015, Philippe Croizon annuncia di voler correre nel Rally Dakar 2017 aiutato da Cédric Duplé e Yves Tartarin. Quest’ultimo ha partecipato 18 volte alla prova. Commosso dalla sua storia, l’ex due volte vincitore della Dakar, Nasser al-Attiyah, decide di finanziare il progetto di Philippe. Per condurre il suo buggy modificato e renderlo più adatto al suo handicap, Philippe siede su una tavola di fissazione che mantiene le sue gambe in posizione nonostante le vibrazioni del veicolo. Al suo moncone destro è fissato un guscio in carbonio modellato su misura agganciato ad una leva di controllo. Questa leva funziona come un joystick. Con il suo moncone sinistro aziona una mini-leva per il cambio, ed è circondato da un’imbracatura dotata di sei punti di ancoraggio e di un sistema di sgancio rapido. L’auto conserva volante e pedali originali, anche se non utilizzati da Philippe.
Per allenarsi, Croizon e il suo compagno di squadra Duplé parteciparono con il buggy modificato al Rally del Marocco del 2016 concludendolo al 15º posto. Decidono dunque di partecipare alla Dakar del 2017. 
Nonostante i ripetuti guasti incorsi ogni giorno in pista, Philippe raggiunge il suo obiettivo arrivando a Buenos Aires il 14 gennaio 2017. Termina la Dakar al 48º posto. 

### Altre attività
All’inizio del 2010, Philippe Croizon è frequentemente sollecitato dai media per parlare della sua disabilità e delle sue imprese sportive. Nel 2012 commenta i Giochi Paralimpici di Londra sul canale francese France Info. Dal settembre 2013 è editorialista della trasmissione, Le magazine de la santé di France 5, in una rubrica dedicata alla disabilità. Nello stesso anno, diventa ambasciatore dell’associazione Wheeling Around the World creata da Alexandre Bodart Pinto. Conferenziere, interviene in aziende per sensibilizzare sulla disabilità o per servizi di team building basati sul miglioramento personale, nel superare i propri limiti, e sulla forza mentale. Il 10 ottobre 2018, apre a Vichy un’accademia privata per nuotatori con disabilità. 

## Riconoscimenti
- Il 28 settembre 2010, dieci giorni prima di attraversare la Manica a nuoto, il villaggio di Naintré e la comunità di Châtellerault inaugurano una piccola piscina per principianti conferendole il nome di Philippe Croizon[26].
- L’11 gennaio 2011, riceve dall’Accademia dello Sport, il premio André de Saint-Sauveur, quale ricompensa all’individuo o alla squadra che hanno compiuto un’impresa sportiva eccezionale e dal carattere originale.
- Il 16 dicembre 2011, viene proclamato dal presidente della repubblica francese, Nicolas Sarkozy, Cavaliere della Legione d’Onore.
- Il 14 ottobre 2012, in occasione del XXIº Festival Internazionale del Film d’Avventura di Digione, riceve il Vello d’Oro per l’Avventuriere dell’anno. Questo premio ricompensa un avventuriere, un’avventura o talvolta una squadra la cui spedizione è caratterizzata da impegno e autenticità. Riceve il Vello d’Oro anche il film di Philippe Croizon, La vie à bras-le-corps, in italiano, La vita a portata di mano.
- Il 30 novembre 2012, vinse il premio “Sport Scriptum” 2012, per il suo elaborato J’ai traversé la Manche à la nage, in italiano, Ho attraversato la Manica a nuoto.
- Il 12 dicembre 2012, Francois Morinière, direttore generale del quotidiano sportivo francese, L'Équipe, consegna il trofeo d’onore a Philippe Croizon in occasione della cerimonia del Campione dei Campioni, per essere “réussi l'incroyable exploit de relier les cinq continents à la nage au prix d'un courage et d'une force de caractère exceptionnels”, in italiano, "riuscito nell’incredibile impresa di collegare i cinque continenti a nuoto grazie ad un coraggio e ad una forza di carattere eccezionale".[27]
- Il 30 novembre 2013, la città d’ Halluin decide di battezzare la nuova piscina municipale Philippe Croizon, prima piscina al mondo a portare il nome di uno sportivo disabile[28].
- Il 4 dicembre 2017, grazie ai voti degli utenti di Internet, riceve il premio dell’Avventura Umana 2017, per aver gareggiato come pilota alla Dakar 2017, nel corso della quale ha guidato per due settimane unicamente con l’aiuto di un joystick agganciato al suo moncone destro.
- Il 2 marzo 2019, il villaggio di Wandignies-Hemage decide di dedicare il nuovo palazzetto dello sport a suo nome[29].

## Pubblicazioni
- Philippe Croizon, J'ai décidé de vivre, Paris, Jean-Claude Gawsewitch Éditeur, coll. «Le Lieu et l'Heure», 2006, 219 p. ISBN 978-2350130736[30]. In italiano, "Ho deciso di vivere".
- Philippe Croizon, J'ai traversé la Manche à la nage, Jean-Claude Gawsewitch Éditeur, 2012. In italiano, "Ho attraversato la Manica a nuoto".
- Philippe Croizon, Plus fort la vie, prefazione di Boris Cyrulnik, Arthaud, 2014[31]. In italiano, "La vita è più forte".
- Philippe Croizon, Pas de bras, pas de chocolat!, L'Opportun, 2017. In italiano, "Niente braccia, niente cioccolato"
- Suzana Sabino, la sua compagna ha pubblicato il libro, Ma vie pour deux, Arthaud, 2019. In italiano, "La mia vita per due".

## Filmografia
- DVD: Philippe Croizon, la vie à bras-le-corps, in italiano, la vita a portata di mano, film della durata di 52 minuti, scritto e realizzato da Marianne Cramer e Robert Iséni, coproduzione Gédéon Programmes e France 3 Poitou-Charentes, 2012. Questo film ha ricevuto il Vello d’Oro, il 14 ottobre 2012, in occasione del Festival Internazionale dei Film d’Avventura di Digione.
- DVD: Philippe Croizon, Arnaud Chassery : Nager au-delà des frontières, in italiano, Nuotare senza frontiere, di 110 minutes, realizzato da Marianne Cramer, Robert Iséni e Charlène Gravel, produzione Gédéon Programmes.
- Philippe Croizon appare nel film-documentario, Human di Yann Arthus-Bertrand, uscito nel 2015.
- Recita il ruolo di un personaggio in cerca di lavoro nella commedia ''Les Têtes de l'emploi'', con Franck Dubosc, uscito nel novembre 2016.
- Appare nella serie televisiva Vestiaires, sul canale France 2.